# 塔紹瓦
塔紹瓦是土耳其的城鎮，位於該國北部，由阿馬西亞省負責管轄，面積1,041平方公里，海拔高度230米，主要經濟活動是農業，該鎮在1425年由奧托曼帝國統治，2010年人口10,759。

## 外部連結
- Local news website, having a photograph section

40°45′N 36°19′E / 40.750°N 36.317°E